# Пулино-Гутська сільська рада
Пулино-Гутська сільська рада (до 2010 року — Пулино-Гутянська сільська рада) — колишня адміністративно-територіальна одиниця та орган місцевого самоврядування у Пулинському (Червоноармійському), Ємільчинському, Новоград-Волинському і Житомирському районах Волинської округи, Київської й Житомирської областей Української РСР та України з адміністративним центром у с. Пулино-Гута.

## Населені пункти
Сільській раді були підпорядковані населені пункти:
- с. Пулино-Гута
- с. Чернявка
- с. Ясенівка

## Населення
Кількість населення ради станом на 1923 рік становила 1 612 осіб, кількість дворів — 244.
Кількість населення сільської ради станом на 1924 рік становила 1 591 особу.
Кількість населення ради, станом на 1931 рік, становила 1 548 осіб.
Відповідно до результатів перепису населення СРСР, кількість населення ради станом на 12 січня 1989 року становила 1 080 осіб.
Станом на 5 грудня 2001 року, відповідно до перепису населення України, кількість мешканців сільської ради становила 1 006 осіб.

## Склад ради
Рада складалася з 14 депутатів та голови.

## Історія
Створена 1923 року як Пулино-Гутянська сільська рада, в складі сіл Пулинська Гута (Пулино-Гута), Стара Буда та колонії Гута-Пулинська Пулинської волості Житомирського повіту Волинської губернії. 28 вересня 1925 року реорганізована у німецьку національну сільську раду. На 1 жовтня 1941 року кол. Гута Пулинська не значилася на обліку населених пунктів.
Станом на 1 вересня 1946 року сільська рада входила до складу Червоноармійського району Житомирської області, на обліку в раді перебували села Пулино-Гута та Стара Буда (згодом — Ясенівка).
11 серпня 1954 року, відповідно до указу Президії Верховної ради Української РСР «Про укрупнення сільських рад по Житомирській області», підпорядковано с. Чернявка ліквідованої Чернявської сільської ради Червоноармійського району. 28 квітня 1965 року, відповідно до рішення Житомирського облвиконкому № 240 «Про перенесення адміністративних центрів окремих сільрад», адміністративний центр ради перенесено до с. Чернявка, де він фактично знаходився, з відповідним перейменуванням ради на Чернявську. Відновлена 22 квітня 1985 року, відповідно до рішення Житомирського облвиконкому № 161 «Про деякі питання адміністративно-територіального устрою», шляхом перенесення центру ради до с. Пулино-Гута з перейменуванням ради на Пулинсько-Гутянську та підпорядкуванням сіл Пулино-Гута, Чернявка та Ясенівка.
18 березня 2010 року, відповідно до рішення Житомирської обласної ради, Пулино-Гутянську сільську раду перейменовано на Пулино-Гутську.
Ліквідована 16 листопада 2017 року через об'єднання до складу Пулинської селищної територіальної громади Пулинського району Житомирської області.
Входила до складу Пулинського (Червоноармійського, 7.03.1923 р., 22.4.1985 р.), Ємільчинського (30.12.1962 р.), Новоград-Волинського (7.01.1963 р.) та Житомирського (4.01.1965 р.) районів.